# Andrzej Treptau
Andrzej Treptau (ur. w Braniewie, zm. 25 maja 1626 we Fromborku) – ksiądz katolicki, kanonik w Dobrym Mieście (1604) i we Fromborku (1624), fundator beneficjów, autor wierszy oraz poradnika dla spowiedników.

## Życiorys

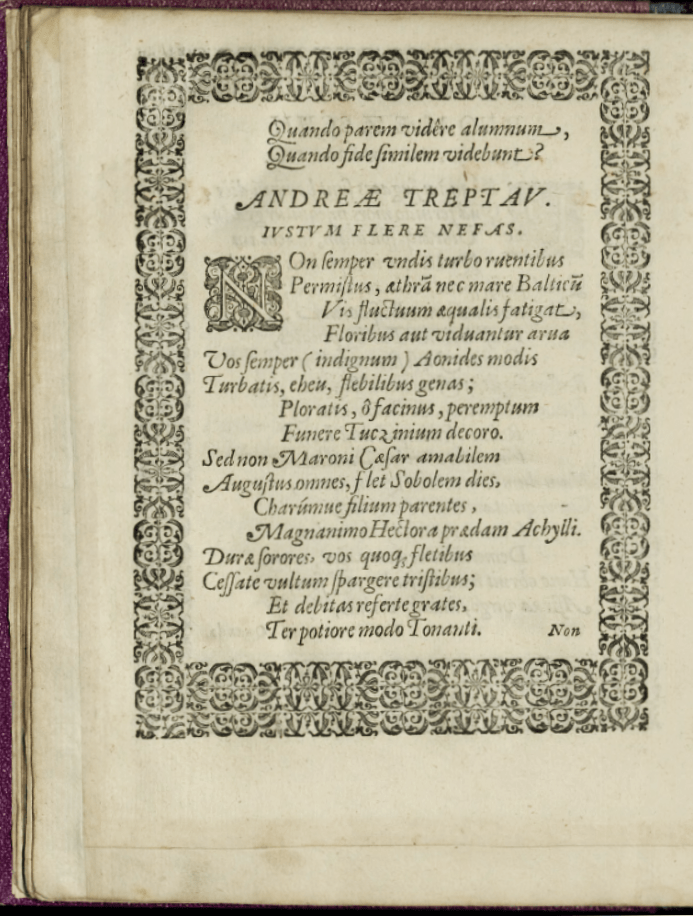
Iustum flere nefas, Treptau 1591

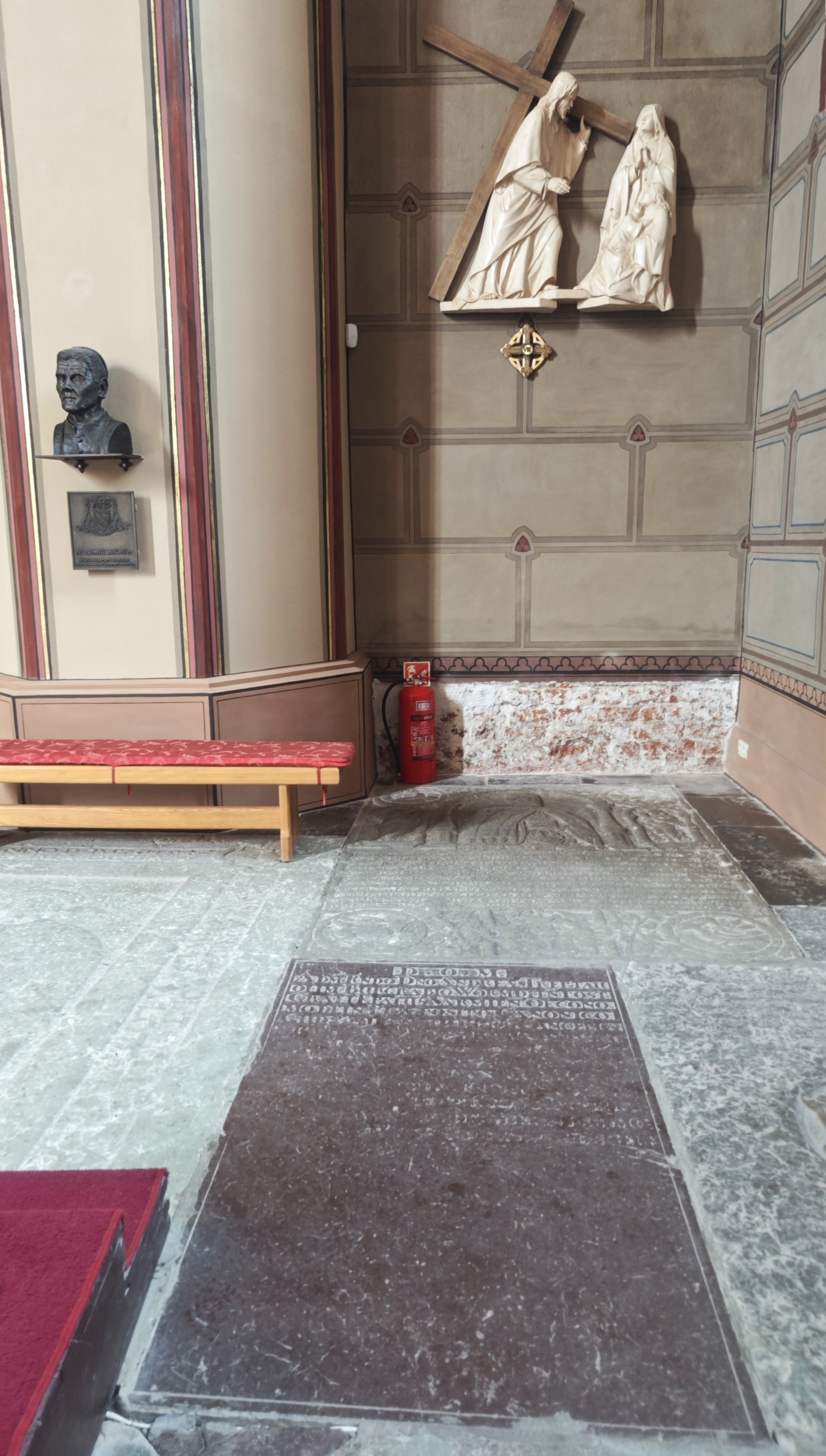
Płyta nagrobna w bazylice we Fromborku

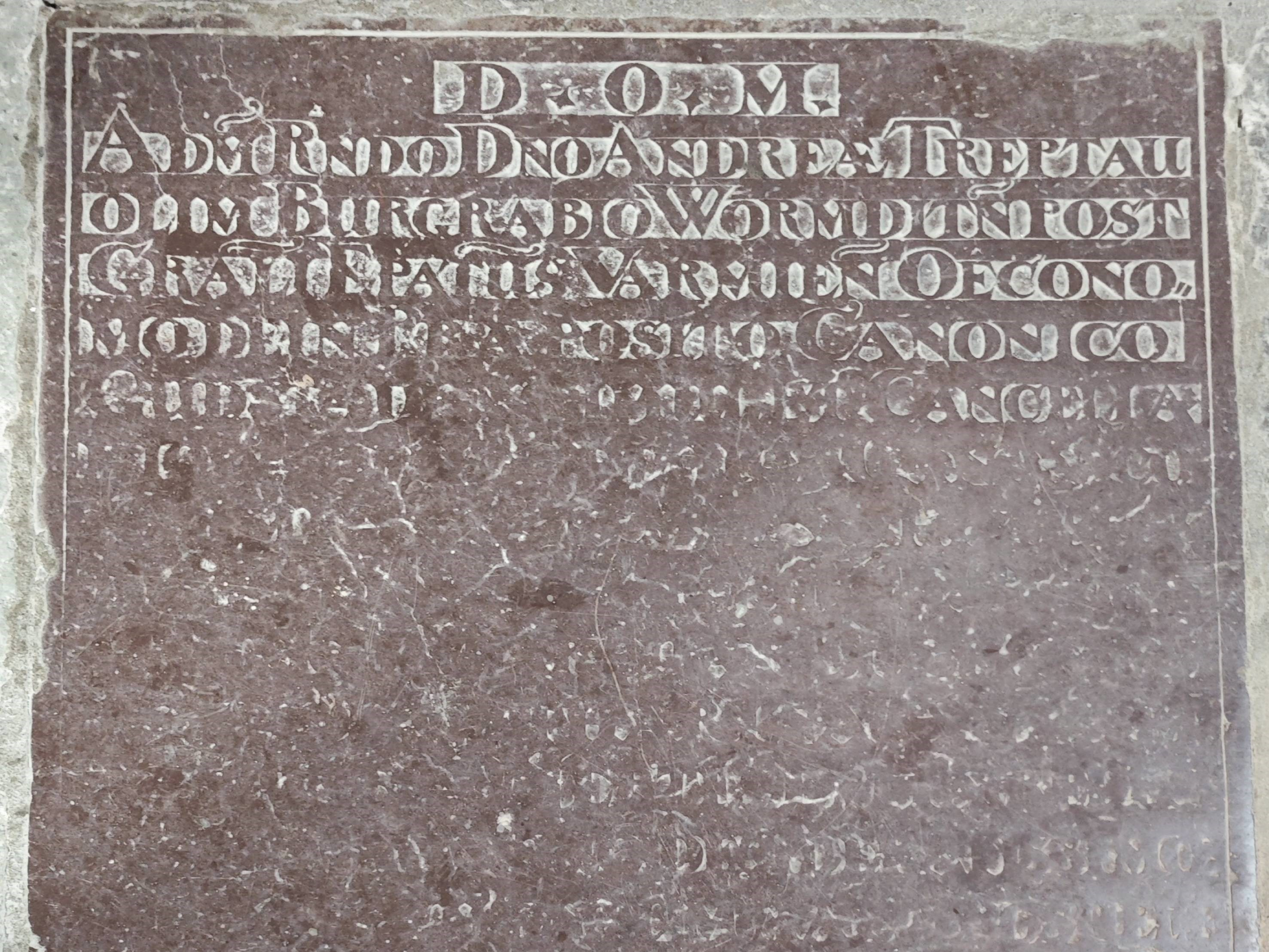
Inskrypcja na płycie (tłum. obok)

Pochodził z rodziny mieszczańskiej w Braniewie. Nauki pobierał w założonym w 1565 w tym mieście przez biskupa Hozjusza kolegium jezuitów. 25 maja 1590 wstąpił do Solidacji Mariańskiej w Braniewie, pierwszej solidacji mariańskiej na ziemiach polskich, założonej tu w 1571 również przez biskupa Hozjusza. W latach 1591–1595 pozostawał prefektem solidacji. Gdy był uczniem braniewskiego kolegium, opublikował swój pierwszy wiersz, w tomiku poświęconym zmarłemu szkolnemu koledze: In obitum [...] Petri a Wedel Tuczinski.
W 1598 wyjechał na dalsze studia w katolickim uniwersytecie w Ingolstadt (Katholische Universität Eichstätt-Ingolstadt). Po powrocie na Warmię przyjął w 1604 niższe święcenia kapłańskie z rąk biskupa chełmińskiego Wawrzyńca Gembickiego, a następnie wyższe z rąk biskupa Szymona Rudnickiego. Będąc tylko po niższych święceniach kapłańskich, otrzymał już od biskupa warmińskiego Piotra Tylickiego godność kanonika kolegiaty w Dobrym Mieście. W tym samym czasie był już burgrabią orneckim, a od 3 stycznia 1609 – generalnym ekonomem biskupstwa. Pełnił ten urząd do 27 listopada 1613, zajmując się między innymi zbieraniem kontrybucji dla plądrujących komornictwa warmińskie skonfederowanych wojsk polskich. 26 sierpnia 1610 został wybrany przez sejmik warmiński do komisji do zbadania stosowanych miar i wag na Warmii, która w 1611 przeprowadziła ich kontrolę w Braniewie. Miasto to bowiem od wielu lat toczyło spory z innymi miastami o sposób odważania sprzedawanych towarów.
Przyjąwszy wyższe święcenia z rąk biskupa warmińskiego Rudnickiego, został jego kanclerzem. 14 stycznia 1615 otrzymał inwestyturę, zostając prepozytem dobromiejskiej kapituły. Po śmierci ks. kanonika Michała Bistrama, 31 maja 1624 ks. Treptau został mianowany kanonikiem kapituły warmińskiej we Fromborku. Przeniósł się wówczas do Fromborka, obejmując w katedrze ołtarz św. Szczepana (od 1642 pod wezwaniem Wniebowzięcia NMP), przy którym 2 lata później, po śmierci, został pochowany.
Przez długi czas pozostawał prezesem komisji egzaminacyjnej dla spowiedników, w 1619 wydał dla spowiedników drukiem poradnik Brevis ministrorum Sacramenti Poenitentiae instructio. Ponadto pisał wiersze, które dwukrotnie publikował w Braniewie. Ufundował srebrny kielich i cyborium do kościoła w Dobrym Mieście, zaś dla kościoła farnego pw. św. Katarzyny w Braniewie beneficjum o kapitale 1007 guldenów (Beneficium Treptavianum).
Po śmierci jego krewni ufundowali w katedrze fromborskiej płytę nagrobną o inskrypcji (tłumaczenie):

Poświęcone Bogu Najlepszemu Największemu. Wielce czcigodnemu panu Andrzejowi Treptauowi, niegdyś burgrabiemu Ornety, później generalnemu ekonomowi biskupstwa warmińskiego, następnie prepozytowi i kanonikowi dobromiejskiemu, a zarazem kanclerzowi, i ostatecznie kanonikowi warmińskiemu, tu w 1626 roku pochowanemu, swojemu najukochańszemu wujowi tę płytę wystawili pogrążeni w żałobie spadkobiercy, czyli siostrzeńcy Andrzej, Jakub, Jan i Szymon Marquard oraz siostrzenice Katarzyna, Anna i Barbara

Płyta nagrobna została przeniesiona w późniejszym okresie w północno-zachodni narożnik katedry, gdzie znajduje się – częściowo już nieczytelna – współcześnie.